# Akhtouba
La rivière Akhtouba (en russe : Ахтуба) est un défluent (bras) gauche de la Volga, dont elle se sépare en amont de la ville de Volgograd, et se dirige vers le delta de la Volga et la mer Caspienne.

## Géographie
Les eaux de l'Akhtouba ont été bloquées par le barrage de la centrale hydroélectrique de la Volga. Elles s'écoulent maintenant depuis la Volga grâce à un canal artificiel de 6,5 km de long, dont le point de départ se trouve sous le barrage. L'Akhtouba fait 537 km de long, son débit moyen est de 153 m3/s.
L'Akhtouba arrose les villes suivantes : Voljski (au départ de la rivière), Leninsk, Znamensk, Akhtoubinsk, Kharabali (à moins de 5 km de la rivière). La capitale de la Horde d'or, Saraï, se trouvait très probablement sur l'Akhtouba, près de Kharabali.
La région entre la Volga et l'Akhtouba est connue comme la plaine Volga-Akhtouba, qui est une des premières régions maraîchères de Russie. Elle est particulièrement réputée pour ses pastèques.